# Великосевастянівська сільська рада
Вели́косевастя́нівська сільська́ ра́да — колишня адміністративно-територіальна одиниця та орган місцевого самоврядування у Христинівському районі Черкаської області. Адміністративний центр — село Велика Севастянівка.

## Загальні відомості
- Населення ради: 3 006 осіб (станом на 2001 рік)

## Населені пункти
Сільській раді були підпорядковані населені пункти:
- с. Велика Севастянівка

## Склад ради
Рада складалася з 16 депутатів та голови.
- Голова ради: Поліщук Василь Павлович
- Секретар ради: Березюк Ганна Спиридонівна

### Керівний склад попередніх скликань
| Прізвище, ім'я, по батькові     | Основні відомості                                                                                  | Дата обрання | Дата звільнення |
| ------------------------------- | -------------------------------------------------------------------------------------------------- | ------------ | --------------- |
| Кальніченко Артур Володимирович | Сільський голова, 1982 року народження, член Соціалістичної партії України                         | 26.03.2006   | 31.10.2010      |
| Поліщук Василь Павлович         | Сільський голова, 1959 року народження, освіта вища, член Всеукраїнського об'єднання «Батьківщина» | 31.10.2010   |                 |

Примітка: таблиця складена за даними сайту Верховної Ради України

### Депутати
За результатами місцевих виборів 2010 року депутатами ради стали:

#### За суб'єктами висування
| Суб'єкт висування                                       | Кількість обраних депутатів | %    |
| ------------------------------------------------------- | --------------------------- | ---- |
| Політична партія Всеукраїнське об'єднання «Батьківщина» | 6                           | 37,5 |
| Самовисування                                           | 5                           | 31,3 |
| Політична партія «Наша Україна»                         | 2                           | 12,5 |
| Політична партія «Сильна Україна»                       | 2                           | 12,5 |
| Партія регіонів                                         | 1                           | 6,3  |

#### За округами
| № округу                                                | Прізвище, ім'я, по батькові      | Дата визнання обраним | Освіта             | Партійна приналежність                        | Відомості про обраного депутата                                              |
| ------------------------------------------------------- | -------------------------------- | --------------------- | ------------------ | --------------------------------------------- | ---------------------------------------------------------------------------- |
| Партія регіонів                                         |                                  |                       |                    |                                               |                                                                              |
| 8                                                       | Стиранко Володимир Іванович      | 08.11.2010            | середня спеціальна | член Партії регіонів                          | ТОВ «Агровіт», заступник директора                                           |
| Політична партія Всеукраїнське об'єднання «Батьківщина» |                                  |                       |                    |                                               |                                                                              |
| 1                                                       | Мошенський Володимир Миколайович | 04.11.2010            | середня спеціальна | член Всеукраїнського об'єднання «Батьківщина» | Великосевастянівська загальноосвітня школа І-ІІІ ст., завідувач господарства |
| 4                                                       | Троян Павло Петрович             | 08.11.2010            | середня спеціальна | член Всеукраїнського об'єднання «Батьківщина» | приватний підприємець                                                        |
| 6                                                       | Смуток Петро Михайлович          | 16.11.2010            | середня спеціальна | член Всеукраїнського об'єднання «Батьківщина» | пенсіонер                                                                    |
| 9                                                       | Пантьо Надія Михайлівна          | 04.11.2010            | середня спеціальна | член Всеукраїнського об'єднання «Батьківщина» | тимчасово не працює                                                          |
| 10                                                      | Березюк Ганна Спиридонівна       | 04.11.2010            | вища               | член Всеукраїнського об'єднання «Батьківщина» | ВК Великосевастянівська сільська рада, секретар                              |
| 13                                                      | Тисанюк Олександр Володимирович  | 04.11.2010            | вища               | член Всеукраїнського об'єднання «Батьківщина» | ТОВ «Агровіт», обліковець                                                    |
| Політична партія «Наша Україна»                         |                                  |                       |                    |                                               |                                                                              |
| 2                                                       | Буйвол Анатолій Федорович        | 16.11.2010            | середня спеціальна | член Політичної партії «Наша Україна»         | пенсіонер                                                                    |
| 5                                                       | Ризун Василь Миколайович         | 04.11.2010            | середня спеціальна | член Політичної партії «Наша Україна»         | приватний підприємець                                                        |
| Політична партія «Сильна Україна»                       |                                  |                       |                    |                                               |                                                                              |
| 7                                                       | Манько Валентина Михайлівна      | 08.11.2010            | вища               | член Політичної партії «Сильна Україна»       | Відділ освіти Христинівської РДА, бухгалтер                                  |
| 14                                                      | Куцик Петро Володимирович        | 04.11.2010            | вища               | позапартійний                                 | ФГ «Нива», голова                                                            |
| Самовисування                                           |                                  |                       |                    |                                               |                                                                              |
| 3                                                       | Шуткевич Григорій Миколайович    | 04.03.2012            | середня            | член Партії регіонів                          | Великосевастянівська амбулаторія, водій                                      |
| 11                                                      | Лемішко Сергій Павлович          | 04.11.2010            | середня спеціальна | позапартійний                                 | тимчасово не працює                                                          |
| 12                                                      | Пожована Лариса Анатоліївна      | 04.11.2010            | середня спеціальна | позапартійна                                  | Великосевастянівська дільнична лікарня, медсестра                            |
| 15                                                      | Ковальчук Петро Олександрович    | 04.11.2010            | середня спеціальна | позапартійний                                 | підприємець                                                                  |
| 16                                                      | Романенко Зінаїда Аврамівна      | 04.11.2010            | середня спеціальна | член Партії регіонів                          | ВК Великосевастянівська сільська рада, спеціаліст                            |

## Природно-заповідний фонд
На землях сільради розташовано ботанічний заказник місцевого значення Великосевастянівські Яри.